# Zapasy na Letnich Igrzyskach Olimpijskich 1980 – kategoria do 62 kg w stylu klasycznym
Zmagania mężczyzn w wadze 62 kg to jedna z dziesięciu męskich konkurencji w zapasach w stylu klasycznym rozgrywanych podczas Letnich Igrzysk Olimpijskich 1980. Pojedynki w tej kategorii wagowej odbyły się w dniach 20 – 22 lipca.

## Klasyfikacja[2]
| Pozycja | Nazwisko          | Kraj           |
| ------- | ----------------- | -------------- |
| 1       | Stelios Mijakis   | Grecja         |
| 2       | István Tóth       | Węgry          |
| 3       | Boris Kramarienko | ZSRR           |
| 4       | Ivan Frgić        | Jugosławia     |
| 5       | Panajot Kirow     | Bułgaria       |
| 6       | Kazimierz Lipień  | Polska         |
| 7       | Radwan Karout     | Syria          |
| 8       | Michal Vejsada    | Czechosłowacja |
| 9       | Lars Malmkvist    | Szwecja        |
| 10      | Ion Păun          | Rumunia        |
| 11      | Ghulam Sanay      | Afganistan     |

## Zasady
Przyjęto zasadę punktów karnych, gdzie zdobycie sześciu punktów lub więcej eliminowało zawodnika z turnieju. Kolejność miejsc medalowych ustalona została w specjalnej rundzie finałowej, z udziałem trzech zawodników z najmniejszą liczbą takich punktów.
- TF — Łopatki
- DQ — Dyskwalifikacja za pasywność
- TPP — Punkty karne razem
- MPP — Punkty karne pojedynku

## Punktacja
- 0 — Wygrana na łopatki, przewagę techinczną, pasywność, kontuzję
- 0.5 — Wygrana na punkty  (8-11 punktów różnicy)
- 1 — Wygrana na punkty  (1-7 punktów różnicy)
- 2 — Dyskwalifikacja za pasywność, zwycięzca również był pasywny
- 3 — Przegrana na punkty (1-7 punktów różnicy)
- 3.5 — Przegrana na punkty (8-11 punktów różnicy)
- 4 — Przegrana na łopatki, przewagę techiczną, pasywność, kontuzję

## Wyniki[3]

### Pierwsza runda
| TPP | MPP |                 | Wynik\|Czas |                   | MPP | TPP |
| --- | --- | --------------- | ----------- | ----------------- | --- | --- |
| 4   | 4   | Radwan Karout   | DQ / 5:37   | Panajot Kirow     | 0   | 0   |
| 0   | 0   | István Tóth     | TF / 1:21   | Sanay Ghulam      | 4   | 4   |
| 1   | 1   | Stelios Mijakis | 4 - 2       | Kazimierz Lipień  | 3   | 3   |
| 1   | 1   | Lars Malmkvist  | 4 - 2       | Ion Păun          | 3   | 3   |
| 4   | 4   | Ivan Frgić      | 1 - 19      | Boris Kramarienko | 0   | 0   |
| 0   |     | Michal Vejsada  |             | Bez walki         |     |     |

### Druga runda
| TPP | MPP |                   | Wynik\|Czas |                 | MPP | TPP |
| --- | --- | ----------------- | ----------- | --------------- | --- | --- |
| 4   | 4   | Michal Vejsada    | TF / 2:14   | Radwan Karout   | 0   | 4   |
| 4   | 4   | Panajot Kirow     | D1 / 7:00   | István Tóth     | 2   | 2   |
| 8   | 4   | Sanay Ghulam      | DQ / 3:28   | Stelios Mijakis | 0   | 1   |
| 3   | 0   | Kazimierz Lipień  | DQ / 5:29   | Lars Malmkvist  | 4   | 5   |
| 7   | 4   | Ion Păun          | DQ / 6:54   | Ivan Frgić      | 0   | 4   |
| 0   |     | Boris Kramarienko |             | Bez walki       |     |     |

### Trzecia runda
| TPP | MPP |                   | Wynik\|Czas |                  | MPP | TPP |
| --- | --- | ----------------- | ----------- | ---------------- | --- | --- |
| 0   | 0   | Boris Kramarienko | DQ / 8:29   | Michal Vejsada   | 4   | 8   |
| 8   | 4   | Radwan Karout     | DQ / 7:06   | István Tóth      | 0   | 2   |
| 5   | 1   | Panajot Kirow     | 5 - 3       | Kazimierz Lipień | 3   | 6   |
| 5   | 4   | Stelios Mijakis   | D2 / 8:05   | Lars Malmkvist   | 4   | 9   |
| 4   |     | Ivan Frgić        |             | Bez walki        |     |     |

### Czwarta runda
| TPP | MPP |                   | Wynik\|Czas |               | MPP | TPP |
| --- | --- | ----------------- | ----------- | ------------- | --- | --- |
| 4   | 0   | Ivan Frgić        | DQ / 7:15   | Panajot Kirow | 4   | 9   |
| 4   | 4   | Boris Kramarienko | DQ / 7:27   | István Tóth   | 0   | 2   |
| 5   |     | Stelios Mijakis   |             | Bez walki     |     |     |

### Piąta runda
| TPP | MPP |                 | Wynik\|Czas |                   | MPP | TPP |
| --- | --- | --------------- | ----------- | ----------------- | --- | --- |
| 6   | 1   | Stelios Mijakis | 6 - 3       | Boris Kramarienko | 3   | 7   |
| 7   | 3   | Ivan Frgić      | 4 - 8       | István Tóth       | 1   | 3   |

### Runda finałowa
Zaliczone pojedynki z wcześniejszych rund
| TPP | MPP |                   | Wynik\|Czas |                   | MPP | TPP |
| --- | --- | ----------------- | ----------- | ----------------- | --- | --- |
|     | 4   | Boris Kramarienko | DQ / 7:27   | István Tóth       | 0   |     |
|     | 1   | Stelios Mijakis   | 6 - 3       | Boris Kramarienko | 3   | 7   |
| 1   | 0   | Stelios Mijakis   | DQ / 8:27   | István Tóth       | 4   | 4   |